# 蒙古兔尾鼠
蒙古兔尾鼠（学名：Lagurus przewalskii）为仓鼠科兔尾鼠属的动物。在中国大陆，分布于甘肃、青海、内蒙古、新疆（南部）等地。该物种的模式产地在柴达木盆地北部。